# 酒井忠辰
酒井 忠辰（さかい ただとき）は、江戸時代中期の出羽国庄内藩の世嗣。通称は小五郎。

## 略歴
4代藩主・酒井忠真（左衛門尉酒井家6代当主）の長男として誕生。母は側室。養母は忠真の正室・密姫（細川綱利の三女）。
忠真唯一の男子だったが、夭折した。忠真には他に男子がなく、支藩・松山藩から忠寄を養子に迎えた。